# Carollia
Carollia is een geslacht van vleermuizen dat voorkomt van Midden-Mexico tot Bolivia en Oost-Brazilië. Ze zijn vrij algemeen en goed bekend. Het geslacht behoort tot de onderfamilie Carolliinae, waarin het het enige geslacht is.

## Taxonomie
Pine (1972) gaf een revisie van het geslacht. Hij onderscheidde vier soorten: C. brevicauda, C. castanea, C. perspicillata en C. subrufa. Hij was echter niet in staat sommige exemplaren te classificeren. Sindsdien is de taxonomie van het geslacht weinig meer veranderd, totdat Cuartas et al. (2001) een nieuwe soort beschreven uit de Andes van Colombia. Daarna beschreven Baker et al. (2002) de Midden-Amerikaanse populaties van C. brevicauda als een nieuwe soort, C. sowelli. Pacheco et al. (2004) beschreven daarna nog een nieuwe soort, C. manu uit de nevelwouden van Zuidoost-Peru en Noordwest-Bolivia, onder andere op basis van een van Pines onidentificeerbare exemplaren. In 2004 is ook nog de nieuwe soort C. monohernandezi beschreven, gevolgd door C. benkeithi in 2006. De auteurs van C. benkeithi gaven ook aan dat er een onbeschreven soort bestaat in Ecuador en Peru.

## Soorten
Het geslacht omvat de volgende soorten:
- Carollia benkeithi Solari & Baker, 2006
- Carollia brevicauda (Schinz, 1821)
- Carollia castanea H. Allen, 1890
- Carollia colombiana (Cuartas et al., 2001)
- Carollia manu Pacheco, Solari, & Velazco, 2004
- Carollia monohernandezi Muñoz, Cuartas-Calle, & M. González, 2004
- Carollia perspicillata (Linnaeus, 1758) – Brilbladneusvleermuis
- Carollia sowelli Baker et al., 2002
- Carollia subrufa (Hahn, 1905)

De genetische analyse van Baker et al. (2002) gaf de volgende verwantschappen tussen de soorten:
```
  |-- 
Carollia castanea

  |
--|  |-- 
Carollia subrufa

  |  |
  |--|  |-- 
Carollia sowelli

     |  |
     |--|  |-- 
Carollia perspicillata

        |--|
           |-- 
Carollia brevicauda
```

C. colombiana en C. manu waren niet geanalyseerd.